# Николаевка (Тягинская сельская община)
Николаевка (укр. Миколаївка) — село в Тягинской сельской общине Бериславского района Херсонской области Украины.
Почтовый индекс — 74342. Телефонный код — 5546. Код КОАТУУ — 6520685902.

## Население
Население по переписи 2001 года составляло 858 человек.

### Языковой состав
Родной язык населения по данным переписи 2001 года:
| Язык       | Численность, чел. | Доля     |
| ---------- | ----------------- | -------- |
| Украинский | 731               | 85,20 %  |
| Русский    | 125               | 14,57 %  |
| Другое     | 2                 | 0,23 %   |
| Итого      | 858               | 100,00 % |

## Местный совет
74341, Херсонская обл., Бериславский р-н, с. Отрадокаменка, ул. Ленина, 5